# Christuskirche (Deutschlandsberg)

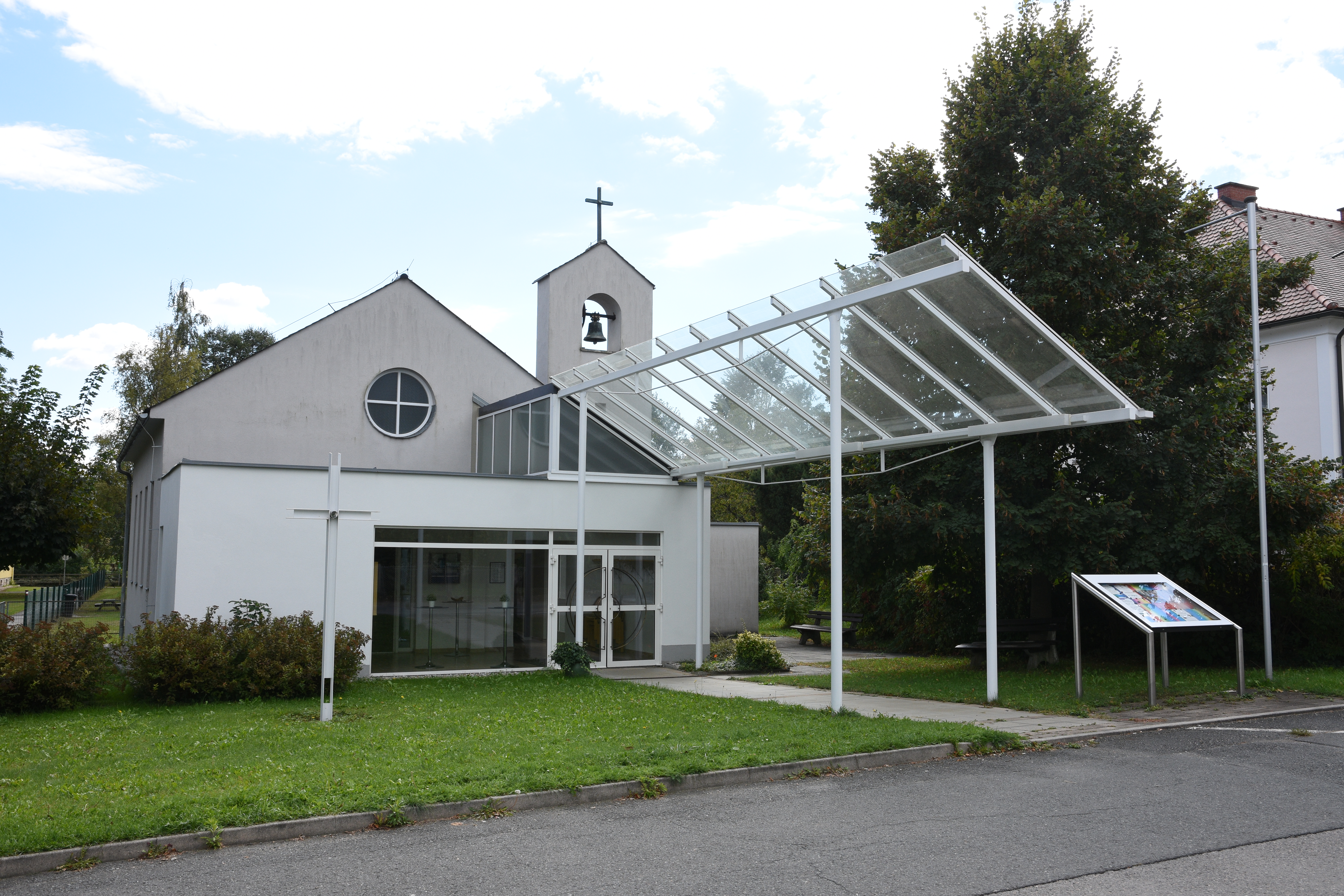
Christuskirche Deutschlandsberg

Die Christuskirche ist die evangelische Gemeindekirche von Deutschlandsberg in der Steiermark. Sie gehört als Predigtstation der  Friedenskirche von Stainz der Evangelischen Superintendentur A. B. Steiermark.

## Geschichte und Architektur
Die außerhalb des Stadtzentrums von Deutschlandsberg gelegene Christuskirche entstand 1957/58 als einfacher Saalbau mit leicht geneigtem Satteldach und seitlich angesetztem Gemeindesaal. Die beiden Baukörper werden durch eine asymmetrische Fassade zusammengefasst, der nach mediterranen Vorbildern ein einfacher Glockenträger aufgesetzt ist. Um 2010 wurde die Kirche um einen kastenförmigen Vorbau mit einer überdachten Zugangspassage erweitert und das Kircheninnere modernisiert.